# Simone Leite
Simone Regina Diefenthaeler Leite (Estância Velha, 5 de junho de 1977) é uma empresária, professora e política gaúcha. Nas eleições de 2014, candidatou-se ao Senado e ficou na quarta colocação. Atualmente, é a presidente da Federasul.

## Biografia
Simone Leite nasceu em 5 de junho de 1977 em Estância Velha. É filha do jornalista Flávio Lauro Diefenthaeler e da dona de casa Vera Regina. Ela tem irmão. Simone começou sua carreira como professora primária e de história, lecionando durante seis anos em uma escola pública.
Mudou-se para Novo Hamburgo quando tinha dezoito anos e começou a cursar administração na Feevale. Quando tornou-se empresária, passou a residir em Canoas. Entre 2011 e 2013, foi vice-presidente da Federasul na região do Vale do Sinos.
Filiou-se ao PSDB aos dezoito anos de idade. Entre 2009 e 2011, foi secretária de Desenvolvimento Econômico da cidade de Canoas. A convite de Beth Colombo, a vice-prefeita de Canoas, trocou o PSDB pelo Partido Progressista (PP) em 2012.
Nas eleições estaduais de 2014, concorreu ao Senado Federal pelo PP e recebeu 606 mil votos (10,58%), sendo superada pelo senador eleito Lasier Martins, o ex-governador Olívio Dutra e o então senador Pedro Simon.  Naquele mesmo ano, começou a trabalhar como articulista no jornal Zero Hora.
Em 13 de abril de 2016, na primeira disputa eleitoral da Federação das Associações Comerciais e de Serviços do Rio Grande do Sul (Federasul) em 88 anos, foi eleita a primeira mulher presidente da FEDERASUL com 27 votos, contra 19 de Paulo Afonso Pereira. Em 27 de abril, foi empossada neste cargo.